# هومبيرتو (لاعب كرة قدم)
هومبيرتو (بالبرتغالية: Humberto André Redes Filho‏) هو لاعب كرة قدم برازيلي في مركز الهجوم، ولد في 20 يونيو 1945 في ريو دي جانيرو في البرازيل. لعب مع بوتافوغو ريغاتاس ونادي فلامنغو.

## وصلات خارجية
- هومبيرتو على موقع قاعدة بيانات كرة القدم.إي يو (الإنجليزية)
- هومبيرتو على موقع أوليمبيديا (الإنجليزية)